# Duisternis over Sethanon
Duisternis over Sethanon is het derde deel van de fantasy-serie De Saga van de Oorlog van de Grote Scheuring, geschreven door Raymond E. Feist. Deze serie gaat over de oorlog die ontstaat doordat een door magie gewrochte opening in de drie dimensies van de ruimte ervoor zorgt dat de werelden Midkemia en Kelewan met elkaar verbonden worden. De oorspronkelijke titel van het boek is 'A darkness at Sethanon', en het werd uitgegeven in 1986.

## Samenvatting van het boek
De Nachtraven zijn terug in Krondor. Tot grote ontsteltenis van eenieder slagen ze in hun opzet een aanslag te plegen op kroonpris Arutha, die volgens een oude profetie de heer van het Westen is.
Deze schandelijke daad vraagt om een tegezet en in het geheim vertrekt een reisgezelschap dat onder meer bestaat uit Roald en Laurie de minstreel naar het noorden om de boosdoener, Murmandamus, voorgoed onschadelijk te maken. Ze worden nagereisd door Robbie de Hand en jonker Joolstein, die maar al te graag een bijdrage leveren aan de onderneming.
Elders raken de gemoederen evenzeer in beroering. De magiër Puc is inmiddels weer teruggekeerd van de wereld Kelewan en ontmoet in Elvandar, het thuis van de elven, zijn oude vriend Thomas, die een draak ontbiedt. Want ook zij maken zich op voor een lange reis.